# Interactomique
Ne doit pas être confondu avec Interatomique.
Le concept d’interactome a été proposé en 1999 par Bernard Jacq (Institut de Biologie du Développement de Marseille Luminy) pour décrire les réseaux biologiques formés par les principaux types de molécules.
L'interactomique est l'étude des interactions entre les différentes molécules biochimiques (par exemple entre protéines différentes ou identiques dans le protéome et dans différents contextes), sachant que la physiologie d'une cellule est le produit de milliers de protéines agissant de concert pour façonner la vie de la cellule et toutes ses réponses, via des complexes intracellulaire, des organites et diverses voies de transduction de signal.
On cherche à identifier les interactions macromoléculaires et protéiques chez l'homme (avec un projet de mesure quantitative et de « cartographie du protéome ») ,, comme chez des organismes primitifs, ou chez des plantes qui intéressent l'industrie des biotechnologies (Arabidopsis notamment). On étudie aussi les liens entre transcriptome et interactome, par exemple à partir de l'espèce modèle Saccharomyces cerevisiae,, et les liens entre interactome et maladies, dont chez l'Homme,.

## Enjeux
L'interactomique vise à mieux comprendre les mécanismes biologiques intra- et inter-cellulaires, qu'ils soient structurels, évolutifs et pathologiques, ce qui nécessite de mieux identifier et comprendre les réseaux d'interactions protéiques.